# Sam Dolan
Samuel Michael Patrick „Rosy” Dolan (Anglia, 1884 – Bend, Oregon, 1944. december 30.) amerikai amerikaifutball-játékos és -edző, 1911–1912-ben az Oregon Agricultural Aggies vezetőedzője.

## Játékosként
1906 és 1909 között a Notre Dame Fighting Irish guardja volt. 1909-ben az Oregoni Mezőgazdasági Főiskolára (ma Oregoni Állami Egyetem) járt.

## Edzőként
1911–1912-ben az Oregon Agricultural Aggies vezetőedzője volt; 1911-ben az előző évi játékon történt zavargás miatt az Oregon Ducksszal szembeni mérkőzést (Civil War) nem rendezték meg. 1912-ben a játékot Dolan sógora, Billy Eagles javaslatára semleges helyszínen, Albanyben tartották.

## Eredményei vezetőedzőként
| Szezon                                            | Eredmény                                          | Eredmény                                          | Helyezés                                          |
| Szezon                                            | Összesen                                          | Konferencia                                       | Helyezés                                          |
| Oregon Agricultural Aggies (Northwest Conference) | Oregon Agricultural Aggies (Northwest Conference) | Oregon Agricultural Aggies (Northwest Conference) | Oregon Agricultural Aggies (Northwest Conference) |
| ------------------------------------------------- | ------------------------------------------------- | ------------------------------------------------- | ------------------------------------------------- |
| 1911                                              | 5–2                                               | 2–1                                               | T-2.                                              |
| 1912                                              | 3–4                                               | 1–3                                               | 6.                                                |
| Összesen:                                         | 8–6                                               | 3–4                                               | –                                                 |

## Fordítás
- Ez a szócikk részben vagy egészben  a   Sam Dolan című angol Wikipédia-szócikk ezen változatának fordításán alapul.  Az eredeti cikk szerkesztőit annak laptörténete sorolja fel. Ez a jelzés csupán a megfogalmazás eredetét és a szerzői jogokat jelzi, nem szolgál a cikkben szereplő információk forrásmegjelöléseként.